# ألبرت سواريز
ألبرت سواريز (بالإسبانية: Albert Suárez)‏ هو لاعب كرة قاعدة فنزويلي، ولد في 11 فبراير 1989 في ولاية بوليفار في فنزويلا.

## وصلات خارجية
- ألبرت سواريز على موقع دوري كرة القاعدة الرئيسي (الإنجليزية)
- ألبرت سواريز على موقع الدوري الياباني لكرة القاعدة (الإنجليزية)
- ألبرت سواريز على موقع دوري كوريا الجنوبية لكرة القاعدة (الإنجليزية)
- ألبرت سواريز على موقعبيزبول رفرنس.كوم (الدوري الرئيسي) (الإنجليزية)
- ألبرت سواريز على موقعبيزبول رفرنس.كوم (الدوري الثانوي) (الإنجليزية)
- ألبرت سواريز على موقع إي إس بي إن.كوم (أم.أل.بي) (الإنجليزية)
- ألبرت سواريز على موقع مشجعي الرسوم البيانية (الإنجليزية)